# موريس لاركن
موريس لاركن (بالإنجليزية: Maurice Larkin)‏ هو أستاذ جامعي ومؤرخ بريطاني، ولد في 12 أغسطس 1932، وتوفي في 29 فبراير 2004.